# Geschichte der Royal Navy
Die Geschichte der Royal Navy umfasst die Entwicklung der britischen Seestreitkräfte von den Vorläufern der Royal Navy im Mittelalter bis zur Gegenwart.
Für den Beginn der Royal Navy lässt sich kein Gründungsdatum oder konkretes historisches Datum angeben. Ihre Ursprünge sind vielmehr in den kleinen Flotten zu suchen, welche die schottischen und englischen sowie später britischen Könige während des Mittelalters nach ihrem Bedarf zusammenstellten, um äußere Feinde abzuwehren. Diese Flotten waren überschaubar in der Anzahl und Größe ihrer Schiffe und wurden dann in der Regel schnell wieder aufgelöst; es gab keine stehende Flotte mit eigens dafür gebauten und ausgestatteten Kriegsschiffen.
Erst im Verlauf des 16. Jahrhunderts bildete sich eine Flotte aus Kriegsschiffen, die ständig bemannt und unterhalten wurden und die während des 17. Jahrhunderts zu einer festen Einrichtung wurde. Während des 18. Jahrhunderts kam es neben einer Reihe von technischen Entwicklungen zu einer Professionalisierung der Seekriegsführung, die es der Royal Navy ermöglichten, zur dominierenden Seemacht zu werden.
Das 19. Jahrhundert brachte eine lange Periode des Friedens zwischen dem Vereinigten Königreich und seinem großen Rivalen Frankreich. Die Einführung der Dampfmaschine als Antrieb, Stahl als Baumaterial und die Entwicklung großkalibriger, weittragender Waffen führte zu immer größer, schneller und stärker werdenden Kriegsschiffen. Nach dem Ende des Ersten Weltkriegs war die Royal Navy einer Reihe von Verwerfungen ausgesetzt, die zu einer massiven Reduktion ihrer Stärke führten. Im Laufe des Zweiten Weltkriegs nahm die Royal Navy wieder an Stärke zu und hatte am Ende des Krieges ihren bis dahin größten Umfang erreicht. Gleichzeitig hatte sie die Rolle als führende Marine der Welt an die US-Navy abtreten müssen. Der Kalte Krieg forderte eine völlig neue Marinestrategie und führte zu einem Wandel innerhalb der Marine, was sowohl die Struktur als auch ihre Aufgaben betraf. Das Ende des 20. Jahrhunderts und der Beginn des 21. Jahrhunderts brachten weitere geopolitische Veränderungen mit sich, der die Royal Navy begegnen musste.

## Mittelalter bis frühe Neuzeit

### 897 bis 1066

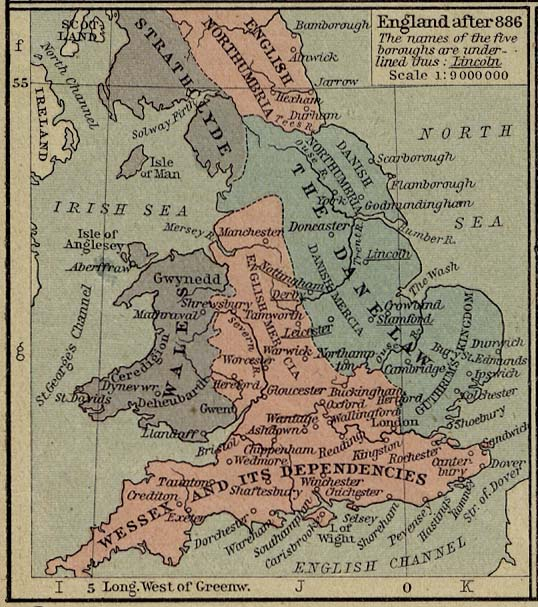
Dane Law: Gebiet unter dänischer Herrschaft

Seit 793 hatten die dänischen Wikinger große Teile im Osten der britischen Insel erobert. Alfred der Große ließ 897 eine Reihe von Booten bauen, um die Angriffe der Wikinger abzuwehren, die auf ihren Raubzügen die Küste im südlichen England plünderten. Die Boote waren doppelt so lang wie die der Wikinger und mit mehr als 60 Ruderern bemannt. Auch wenn sie dadurch zu groß waren, um in den engen Flüssen und deren Mündungen zu manövrieren, sicherten diese Boote die englische Küste für die nächsten Jahrzehnte.
934 ließ König Æthelstan erneut eine Flotte aufbauen, mit der er die dänischen Wikinger, die immer noch Northumbria besetzt hielten, herausforderte. Die Situation verschärfte sich, bis sie 937 in der Schlacht bei Brunanburgh mit einer vernichteten Niederlage der Wikinger endete. Mit dem Beginn der Herrschaft von König Æthelred begann eine neue Welle von Angriffen auf die englische Küste. Dies führte zum Bau einer weiteren Flotte von Schiffen und endete mit der Niederlage in der Schlacht von Maldon.

### 1066 bis 1485

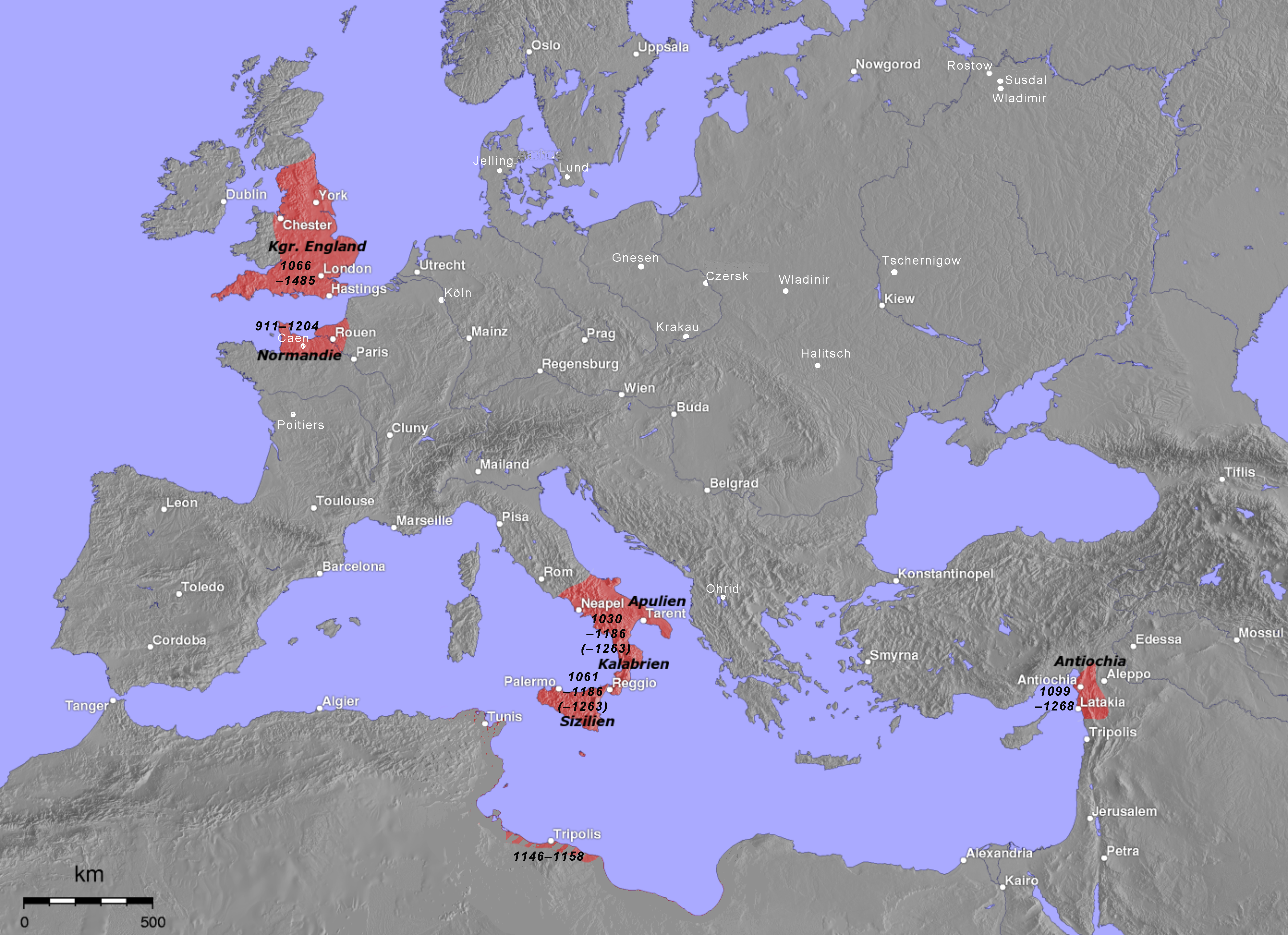
Siedlungsräume der Normannen

Mit der Eroberung Englands durch Wilhelm begann ein massiver Verfall der Marine. Zwar setzte Wilhelm seine Schiffe für Blockaden und andere wichtige strategische Zwecke ein, doch führte sein seltener Einsatz der Marine dazu, dass seine Nachfolger wenig Interesse zu ihrer Aufrechterhaltung zeigten.
Der erste König, der die Marine wieder in großem Maßstab als Kriegsinstrument nutzte, war Richard I. 1194 ließ er in Portsmouth ein Dock errichten, wo er seine Galeeren für den Krieg gegen Frankreich bauen ließ. Dies führte dazu, dass sein Bruder Johann bei Richards Tod 1199 eine umfangreiche Flotte von Galeeren besaß. In die Regierungszeit Johanns fiel auch die Einführung der ersten tatsächlichen Marineverwaltung. Zunächst als Keeper and Governor of the king's ships, später als Clerk of the king's ships bezeichnet, hatte dieser Beamte die Kontrolle über die Organisation der Marine bis zur Gründung des Navy Board im Jahr 1546 inne.
Bis zur Ernennung eines Lord High Admiral im Jahr 1385 wurden die maritimen Angelegenheiten direkt von der Krone verwaltet und in drei Regionen aufgeteilt: Nordsee, Ärmelkanal und Irische See, die jeweils von einem Admiral befehligt wurden. Diese regionalen Kommandos wurden 1414 abgeschafft und ihre Funktionen und Zuständigkeiten unter einem einzigen Admiralitätsamt zentralisiert.
Bis 1413 war die englische Marine auf wenige Schiffe zusammengeschrumpft. Mit der Herrschaft Heinrich V. begann die Flotte jedoch wieder zu wachsen, sodass sich die Anzahl der Schiffe bis 1419 auf 36 erhöhte. Darüber hinaus entwickelte sich in dieser Zeit auch ein neuer Schiffstyp, die Karacke. Dank diesem neuen Schiffstyp, der hochseetauglicher war als vorherige Typen, errang die englische Marine einige bemerkenswerte Siege gegen die Franzosen.

### Navy Royal
Ab 1462 unter Eduard IV. und 1483 unter Richard III. begann man ehemalige Handelsschiffe aufzukaufen und umzurüsten, sodass Heinrich VII. bei seiner Thronbesteigung acht Schiffe zur Verfügung standen. Um englische Handelsinteressen zu sichern, war Heinrich bestrebt, eine große Flotte zu unterhalten. In seinem Bestreben, den Seehandel zu fördern und zu konsolidieren, erließ er mehrere Marinegesetze, die darauf abzielten, englische Schiffe zu bevorteilen. Auf dieser soliden Grundlage förderte er den Bau größerer Schiffe, indem er Geldprämien für den Bau von Schiffen über 100 Tonnen aussetzte. So erwarb oder baute er von 1485 bis 1509 insgesamt sieben Schiffe. Dennoch waren diese Schiffe weiterhin dafür ausgelegt und bewaffnet, feindliche Schiffe durch Entern zu bekämpfen. Als Heinrich VIII. die Flotte übernahm, bestand sie aus sieben Schiffen (Great ships), denen er in den nächsten fünf Jahren vierundzwanzig weitere hinzufügte. Gleichzeitig begann er die Infrastruktur für die Flotte auszubauen. Er reformierte das Admiralty Office, ließ mehrere Werften ausbauen und formte mit dem Navy Board eine zivile Verwaltungsbehörde, die für den Bau, die Reparatur und die Bewaffnung der Schiffe sowie die Verpflegung der Mannschaften zuständig war.

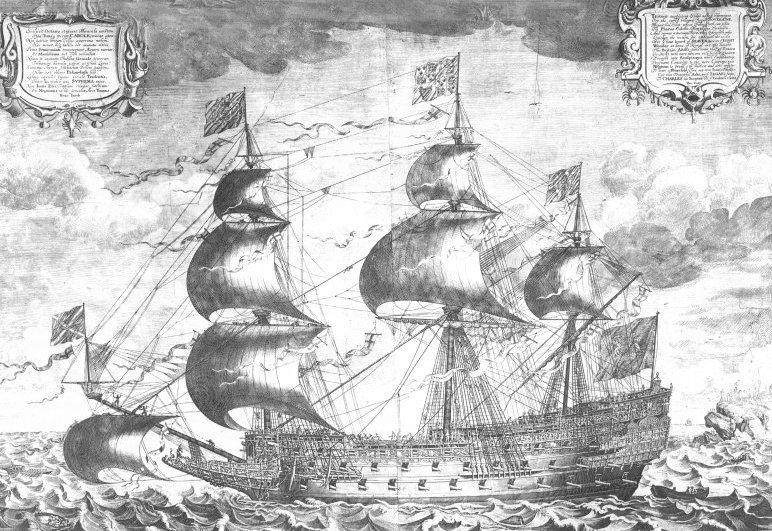
Sovereign of the Seas, zeitgenössischer Stich von J.Payne

Unter Edward VI. und Mary I. entwickelte sich die Flotte nicht wesentlich weiter; im Krieg mit Frankreich 1557 bis 1559 konnte die Flotte nicht verhindern, dass Calais verloren ging. Der letzte Schritt hin zu echten Kriegsschiffen kam mit der Herrschaft von Elisabeth I. Das allgemeine Erscheinungsbild aller Schiffe, unabhängig von ihrer Größe, bestand aus hoch aufragenden Schiffskastellen. Als Schatzmeister des Navy Board wusste John Hawkins als praktischer Seemann aus eigener Erfahrung, dass diese hohen Kastelle das Segeln sehr schwierig machten. Um die Segeleigenschaften zu verbessern, wurden bei den Schiffen, die er für die Königin baute, diese Kastelle entfernt und durch einen niedrigen Bug ersetzt. Das Ergebnis war eine enorme Verbesserung der Segeleigenschaften der Schiffe. Mit dem Beginn der Feindseligkeiten zwischen England und Spanien 1585 zeigten sich die Erfolge dieser Veränderungen. Englischen Freibeutern war es nun möglich, auch weit außerhalb heimischer Gewässer für längere Zeit zu operieren. Die Niederlage der spanischen Armada 1588 war ein wichtiger Moment für die Marine. Das nationale Schicksal wurde mit dem der Navy verflochten. Die Navy war nun eine gut organisierte Institution, die in der Lage war, das Land kontinuierlich zu verteidigen.
Gegen Ende Elisabeth I. Herrschaft begann ein erneuter Niedergang der Marine, hervorgerufen durch die grassierende Korruption, ausgelöst durch den Lord High Admiral Nottingham und den Surveyor of the Navy John Trevor. Zwischen 1608 und 1613 waren mehrere erfolglose Versuche unternommen worden, die Marine zu reformieren. Der Korruption konnte aber erst 1618 mit der Ernennung von George Villiers, dem Duke of Buckingham, Einhalt geboten werden. Eine von Lionel Cranfield geleitete Untersuchungskommission legte nicht nur einen gründlichen und objektiven Bericht vor, sondern empfahl auch ein Verfahren, mit dem die Marine reformiert, die Schiffe vollständig repariert und zehn neue Schiffe innerhalb von fünf Jahren angeschafft werden konnten, während gleichzeitig 20.000 Pfund pro Jahr eingespart wurden. Bemerkenswerte Schiffsneubauten waren die Prince Royal von 1610 und die 1638 in Dienst gestellte Sovereign of the Seas, die mit ihren drei Decks als Vollschiff getakelt zum Prototyp des Linienschiffes wurden.

### 1642 bis 1700

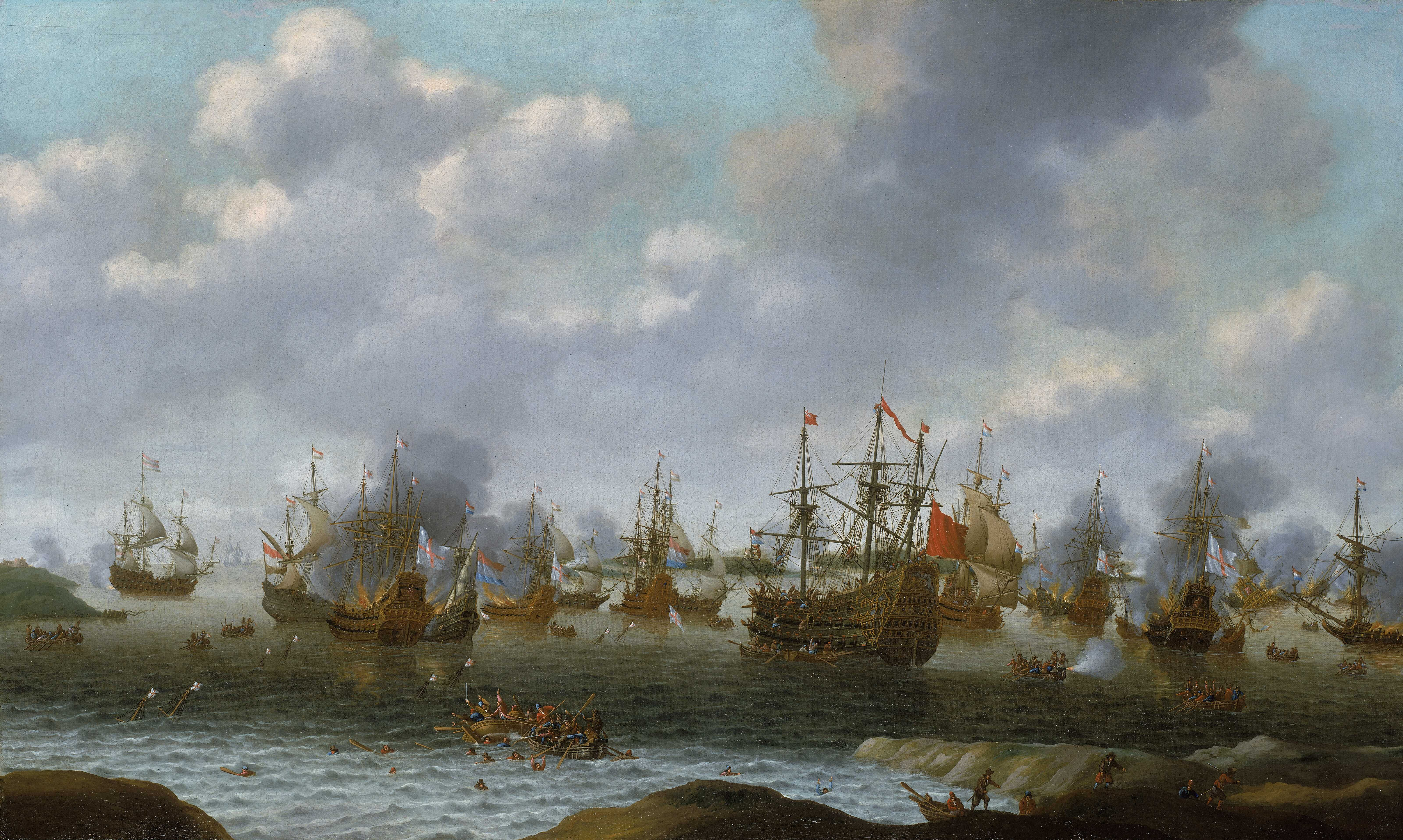
Seeschlacht während des Zweiten Englisch-Niederländischen Krieges, 1667

Während des Englischen Bürgerkrieges 1642 wurde die Navy mit Robert Rich und Vizeadmiral William Batten von erfahrenen Männern geleitet. Beide standen als Puritaner auf Seiten des Parlaments. Das Ende des Krieges im Jahr 1646 brachte keine politische Einigung, wie sie die Gemäßigten angestrebt hatten. Stattdessen wuchs die Angst, dass die Militanten im Unterhaus und in der Armee die alte verfassungsmäßige Ordnung gänzlich hinwegfegen könnten. Als das Parlament 1647 beabsichtigte, die New Model Army aufzulösen, spitzte sich der Streit zwischen Gemäßigten und Radikalen so weit zu, dass es zu Meutereien kam. Als im August London besetzt wurde, versuchten führende Gegner der Armee, ins Ausland zu fliehen. Als Batten jedoch den Befehl erhielt, ihnen zu folgen und sie festzunehmen, ließ er sie entkommen. Um einer drohenden Anklage zu entgehen, verzichtete er auf sein Amt und wurde am 1. Januar 1648 von Thomas Rainborough abgelöst.
Mit dem Ende des zweiten englischen Bürgerkriegs und der Hinrichtung von Karl I. 1649 hatte sich England in eine Militärdiktatur verwandelt. Gleichzeitig wurde das Amt des High Lord Admiral aufgelöst und die Leitung der Admiralität von einer dreiköpfigen Kommission, bestehend aus Richard Deane, Robert Blake und Edward Popham, übernommen. Inoffiziell lag die Kontrolle jedoch im Council of State. Diese Regelung erwies sich aber bald als unbefriedigend, da der Rat nicht in der Lage war, eine so große und komplexe Organisation Tag für Tag genau zu überwachen. Daher übertrug er verschiedene Marineangelegenheiten an kleine Ad-hoc-Ausschüsse und setzte am 12. März eine ständige Gruppe ein, die sich mit Verwaltungsaufgaben wie der allgemeinen Aufsicht über die Finanzen der Marine, der Aufstellung und dem Einsatz von Schiffen sowie der Auswahl von Offizieren befasste.
Da der Radikalismus der Armee keinen großen Einfluss auf die Flotte hatte, führte man Säuberungsaktionen durch, bei denen jeder Angehörige der Marine, der abweichende politische oder religiöse Ansichten vertrat, entfernt wurde. Die Umstrukturierung der Marineverwaltung bildete jedoch nur den Auftakt zur Bildung einer schlagfertigen Flotte. So verabschiedete das Parlament im März 1649 ein großes Schiffsbauprogramm. Bis Ende 1651 waren zwanzig neue Kriegsschiffe gebaut worden und weitere fünfundzwanzig konnten als Prisen oder durch Kauf hinzugefügt werden. Der Wiederaufbau des Offizierskorps der Marine war eine noch komplexere Aufgabe. Da Offiziere für ein bestimmtes Schiff und einen bestimmten Dienst eingesetzt und in der Regel nach dessen Beendigung wieder entlassen wurden, bestand die Schwierigkeit darin, zu wissen, welche Offiziere sicher wieder eingesetzt werden konnten und wo geeigneter Ersatz zu finden war. Daher wurden die Offiziere sehr gründlich überprüft. Um die Marine politisch mit der Armee in Einklang zu bringen, wurde der Titel General at Sea (General zur See) eingeführt. Außerdem wandten sich Oliver Cromwell und das Parlament bei der Ernennung hochrangiger Kommandeure an die kleine Gruppe von Radikalen, die bereits in der Marine tätig waren. Um den Großteil der niederen Offiziere und Seeleute, die der neuen Regierung neutral bis ablehnend gegenüberstanden, stärker an sie zu binden, erhöhte man die Löhne und die Prisengelder.
Nachdem Richard Cromwell 1659 als Lordprotektor abgesetzt worden war, gab es nur wenige Offiziere, die sich über die Wiedereinsetzung des Rumpfparlaments freuten. Als das Parlament Ende Mai jedoch eindeutig bestätigt wurde, war es entschlossen, seine Autorität über die Marine wiederherzustellen. Zu diesem Zweck verabschiedete es den Indemnity and Oblivion Act, der eine allgemeine Begnadigung aller Personen vorsah, die während des Englischen Bürgerkriegs und der anschließenden Commonwealth-Periode Verbrechen begangen hatten und entfernte Offiziere mit zweifelhafter Loyalität aus ihrem Amt. Während der politischen Unruhen, die auf die Auflösung des Parlaments folgten und schließlich zur Restauration der Monarchie führten, war die Navy zwiegespalten. Während ein Großteil weiter loyal gegenüber dem Parlament war, stand eine kleine Gruppe, wenn auch widerwillig, auf seiten der Armee. Zwischen dem Ende des Dritten Englisch-Niederländischen Krieges und dem Beginn des Pfälzischen Erbfolgekrieges 1688 erfuhr die Navy eine stetige Verbesserung. Die Misserfolge der letzten beiden Kriege veranlassten sowohl Karl als auch das Parlament, ein umfangreiches Programm zum Ausbau der Marine in Angriff zu nehmen. Die glorreiche Revolution von 1688 brachte weitreichende Veränderungen in der europäischen politischen Landschaft mit sich und führte zu einer Reihe von Kriegen mit Frankreich, und Spanien. Die Niederlage Großbritanniens in der Schlacht von Beachy Head im Jahr 1690 führte zu einer Umstrukturierung der Marinedoktrin, die sich als erfolgreich erwies: Der Feldzug gegen französische Häfen führte schließlich zum überzeugenden Sieg über Frankreich in der Schlacht von La Hougue im Jahr 1692.

## Neuzeit

### 1701 bis 1815
Großbritannien war als stärkste Seemacht Europas aus dem spanischen Erbfolgekrieg hervorgegangen und die Royal Navy eine hochgeschätzte Institution. Der gesteigerte Handel und die dadurch florierende Wirtschaft machten eine große stehende Marine möglich. Auch die Öffentlichkeit war bereit, in die Marine zu investieren. Anleger konnten Marineanleihen kaufen, die frei an die Börse übertragbar waren. Sich in dieser Weise selbst zu finanzieren, war einzigartig im Vergleich mit anderen Marinen. Als 1709 das Amt des Lord High Admiral dem Board of Admiralty unterstellt wurde, wurde sein Leiter, der erste Lord der Admiralität, zum wichtigsten Mann in der Marine.
Zwischen dem Ende des Englisch-Spanischen Krieges (1729) und dem des Siebenjährigen Krieges (1763) erprobte die Marine das Für und Wider der Kiellinienformation. Obwohl diese Formation als die vernünftigste Schlachtformation für Linienschiffe angesehen wurde, warf sie weiterhin schwierige und zuweilen unüberwindlich scheinende Probleme der Führung und Kontrolle auf. Die Erfahrungen früherer Schlachten bestärkten die Ansicht, dass diese Doktrin viel zu starr war, um in jeder Schlacht erfolgreich zu sein.
Die unzähligen Eventualitäten einer Seeschlacht machten es unmöglich, ein Marine-Handbuch zu verfassen, das für die gesamte Flotte einheitlich und klar interpretiert werden konnte. Durch die fehlende Überarbeitung der Gefechtsanweisungen waren diese häufig nicht mehr anwendbar. Dies lag vor allem daran, dass die Bemühungen um die Ausarbeitung möglicher Lösungen für taktische Probleme von der Admiralität auf die einzelnen Oberbefehlshaber übergingen, die begannen, den Schiffen unter ihrem Kommando zahlreiche zusätzliche Anweisungen zu erteilen.
Während des Siebenjährigen Krieges konnte der erste Lord der Admiralität George Anson einen Großteil dieser Probleme beheben. Er beseitigte korrupte Rüstungsunternehmen, verbesserte die medizinische Versorgung und legte dem Parlament eine Vorlage zur Überarbeitung der Kriegsartikel vor. Außerdem übertrug er die Befehlsgewalt der Marineinfanterie von der Armee auf die Marine und ließ ein System zur Einstufung von Schiffen nach der Anzahl ihrer Kanonen entwickeln. Dank dieser und anderer Reformen war die Royal Navy am Ende des Krieges mit ihren 141 Linienschiffen in der Lage, weltweit mehrere Seeoperationen durchzuführen und zugleich die heimischen Gewässer zu schützen.
Zwischen 1763 und dem Beginn des Amerikanischen Unabhängigkeitskrieges 1775 kam es zu einer Reihe von Entwicklungen, die der Royal Navy einen entscheidende technologische Vorteile brachten. Mit der Erfindung des modernen Schiffschronometers durch John Harrison war das Problem der Längengradbestimmung gelöst. Das Anfügen von Kupferplatten an die Schiffsrümpfe schützte vor dem Holzbohrwurm und anderem Fouling und die Einführung der Carronade erhöhte die Feuerkraft im Nahkampf.
Während des Krieges zeigte sich jedoch, dass die Royal Navy unter einer Überdehnung ihrer Aufgaben litt. Es gab zu wenige Schiffe; die Mannschaften waren untrainiert und es herrschte ein Mangel an taktischen und strategischen Ideen. Dies war vor allem auf die schlechte Verwaltung der Marine zurückzuführen. Von 1762 bis 1769 war der Etat der Marine von 7 Mio. auf 1,5 Mio. Pfund gekürzt worden. Die Werften wurden vernachlässigt und man hatte es versäumt, eine Alternative für das Holz aus den Kolonien zu finden. Anfängliche militärische Erfolge konnten nicht über den tatsächlichen Zustand hinwegtäuschen; man war im Laufe des Krieges gezwungen, die Kriegsstrategie zu ändern. Mit Richard Kempenfelt, Richard Howe und Charles Middleton begannen in den 1780er-Jahren eine Reihe von Reformen, die Taktik, Strategie, die Ausbildung der Matrosen und den Bau und Erhalt der Flotte betrafen. Dank dieser Veränderungen und dem Willen der Regierung den Etat der Royal Navy zu erhöhen wurde die Navy nach dem Ende des Krieges größer und stärker.
In dem Jahrzehnt, das auf den verlorenen Krieg in Amerika folgte, spiegelte die Royal Navy die politische Realität des Landes wider. Zum Ende des 18. Jahrhunderts war sie viel besser auf einen Krieg vorbereitet als 1775. Die angestoßenen Reformen der vergangenen Jahre hatten ihre Wirkung gezeigt. Es gelang der Navy, sich im Kampf mit Frankreich durchzusetzen und so ihre Vorherrschaft zur See für mehr als ein Jahrhundert zu festigen.

## Moderne

### Pax Britannica 1815 bis 1895
Mit der Niederlage Napoleons war Großbritannien nun die vorherrschende Macht in Europa. Gleichzeitig war damit der Bedarf an einer großen Flotte unnötig geworden. Angeschoben durch die Industrielle Revolution entwickelte sich im Laufe des 19. Jahrhunderts die Ausrüstung von hölzernen Segelschiffen hin zu dampfbetriebenen Schiffen mit Metallrumpf, die mit der HMS Warrior einen ersten Höhepunkt erreichte. Obwohl diese als Fregatte eingestuft wurde, weil ihre Kanonen nur auf einer einzigen Ebene angebracht waren, war sie bereits das erste Großkampfschiff. Zur gleichen Zeit begann die Entwicklung, von Vorderladergeschützen hin zu Hinterladergeschützen auf Schwenklafetten, die schließlich in Panzertürmen endete, die sich mit dem Geschütz drehten und nur noch die Mündungsöffnungen frei ließen.
Ende der 1860er-Jahre hatte sich die gesamte Struktur der Marine grundlegend verändert. Die Konstruktion und der Bau von Kriegsschiffen waren völlig revolutioniert worden und die Dienstbedingungen für die Seeleute hatten sich erheblich verändert. Da die Schiffe mit ihrer technischen Ausrüstung immer komplexer wurden, waren die alten Methoden der Rekrutierung und Ausbildung ungeeignet. Viele neue technische Zweige waren entstanden und als Folge der technischen Entwicklungen hatte der einfache Handelsmatrose keinen Platz mehr. Daher wurde 1859 die Royal Naval Reserve gegründet. Diese ermöglichte es dem Handelsseemann, eine praktische Ausbildung in den neuen Zweigen zu erhalten. Mit der Technologie änderten sich auch die Bedingungen für die Matrosen. Neben besseren Aufstiegsmöglichkeiten hatte die Marine nun viele verschiedene Abteilungen, für die sie ausgewählt werden konnten.
Mit dem deutschen Kaiserreich, Frankreich und Japan entwickelten sich drei große Konkurrenten, denen die Royal Navy mit der Etablierung des two power standards durch den Naval Defence Act von 1889 entgegenwirkte. Ziel dieses Gesetzes war, dass die Anzahl der Großkampfschiffe der Royal Navy die doppelte Größe haben sollte wie die der beiden nächstgrößeren Flotten gemeinsam – was zu diesem Zeitpunkt Frankreich und Russland waren.

### 1895 bis 1919
Mit den deutschen Flottengesetzen ab 1898 wurde die deutsche Marine zu einem ernsthaften Gegner der Royal Navy. Es kam zum deutsch-britischen Flottenwettrüsten. Die Royal Navy konnte nicht darauf hoffen, sowohl gegen Russland, Frankreich und Deutschland zu bestehen und sah sich deshalb gezwungen, von ihrem two power standard abzurücken und sich zusätzlich Verbündete zu suchen. Im Sommer 1902 wurde Admiral Fisher zum Zweiten Seelord ernannt, der für die Besatzung und die Ausbildung der Flotte zur Vorbereitung auf den Krieg verantwortlich war. Er organisierte die Ausbildung von Offizieren und Mannschaften neu und ersetzte die unhygienischen Schiffsbaracken, in denen Schiffsjungen und Handwerker ausgebildet wurden, durch neue Schulen an Land. Im Oktober 1904 wurde er zum Ersten Seelord befördert und begann mit seinen Plänen zur Modernisierung der Marine. Diese umfassten vier Maßnahmen: die umfassende Entsorgung veralteter Kriegsschiffe, eine radikale Umstrukturierung der Reserveflotte, die Neuaufteilung der Flotten und Geschwader und die Einführung eines völlig neuen Typs von Großschiffen in der Marine, den Dreadnoughts. Der Bau des ersten Dreadnought-Schiffs wurde im Oktober 1905 begonnen.
Der Schiffbau und auch die Marinestrategie wurden durch die Entwicklung von Torpedos und U-Booten intensiviert, so dass die Marine 1901 mit dem Bau ihres ersten U-Boots Holland 1 begann. Gleichzeitig führte die fortschreitende Waffentechnik zum Bau der Dreadnought. Mit seiner einheitlichen Bewaffnung und seinem Dampfturbinenantrieb war es sämtlichen anderen Schiffen überlegen. Letztendlich gelang es Fisher (der im Januar 1910 pensioniert wurde) jedoch nicht, die starre Tradition und die enge Sichtweise der Admiralität zu überwinden, so dass die Marinesoldaten nur unzureichend für den modernen Krieg ausgebildet und vorbereitet waren. Fishers Nachfolger Admiral Arthur Wilson, Admiral Francis Bridgeman (November 1911 bis Dezember 1912) und Ludwig von Battenberg (Dezember 1912 bis 28. Oktober 1914) waren jeweils nur recht kurz Erste Seelords. 

Großbritannien trat am 4. August 1914 in den Ersten Weltkrieg ein; ein Seekrieg begann. Nach anfänglichen kleineren Erfolgen der Deutschen stellte sich eine Patt-Situation mit der Royal Navy ein. Die Ausbildung der Offiziere war nach wie vor unzureichend; auch die höheren Ränge des Dienstes waren nicht gut für ihren Beruf ausgebildet. Offiziere und Männer waren zwar diszipliniert und hoch motiviert, aber allzu oft fehlte es ihnen an Initiative. Außerdem glaubten Viele, ein Seekrieg mit Deutschland könne in wenigen Wochen entschieden werden. Die Royal Navy verbrachte aber fast zwei Jahre damit, in der Nordsee zu patrouillieren, bevor sie die deutsche Hochseeflotte im Kampf stellen konnte (→ Skagerrakschlacht).
Nach dem Ersten Weltkrieg stand die Royal Navy vor dem Problem, wie sie dem Befehl der Regierung zur Demobilisierung und Verkleinerung der Flotte nachkommen sollte. Außerdem stellte sich die Frage, ob die Entwicklung von U-Booten fortgesetzt werden sollte oder nicht. Während des Krieges war die U-Boot-Flotte stark angewachsen, doch in Erwartung eines Verbots von U-Booten in zukünftig erwarteten Flottenkonferenzen reduzierte die Admiralität die Ausgaben auf ein Minimum. Mit weniger in Dienst gestellten Schiffen ergriff die Admiralität Maßnahmen zur Umstrukturierung der Marine in den heimischen Gewässern. Durch diese Umstrukturierung verfügte die Marine nun über insgesamt 453 Schiffe zum Schutz Großbritanniens.

### 1919 bis 1945
Nach dem Ende des Ersten Weltkriegs musste sich die britische Marine auf viele Veränderungen einstellen. Neben der Aufrechterhaltung der Flotte in Friedenszeiten stellte sich der Admiralität auch das Problem zur Verbesserung der Dienstbedingungen. Da die Konditionen während des Krieges praktisch unverändert blieben, kam es innerhalb der Matrosen zu einer gewissen Unzufriedenheit. Als das Hauptproblem stellte sich die Bezahlung heraus. So wurde Anfang 1918 ein Ausschuss eingesetzt, der diese Frage untersuchen sollte. Als jedoch nach neun Monaten nichts geschah, kam es zu weiteren Unruhen, die fast zu einer Meuterei führten. Schließlich gewährte das Schatzamt im April 1919 erhebliche Gehaltserhöhungen. Weitere Ausschüsse befassten sich mit der Beförderung von Offizieren und Ingenieuren sowie mit der Frage, wie die Kosten zum Bau und Erhalt erheblich reduziert werden könnten.
Das Committee of Imperial Defence kam zu dem Schluss, dass Großbritannien in den nächsten zehn Jahren in keinen größeren militärischen Konflikt geraten werde. Dies führte dazu, dass die Geldmittel von 356 Mio. 1919 auf 52 Mio. Pfund 1923 fielen. Durch diesen massiven Schnitt hatte die Navy eine Friedensstärke von 126.000 Mann und 20 Großkampfschiffen.
Zwischen 1922 und 1936 kam es zu einer Reihe von Verträgen, die die gegenseitige Stärke der Flotten von Japan, Frankreich, Italien, den USA und Großbritannien begrenzte. Damit wurde die Navy weiteren Veränderungen unterworfen, die sich mit Beginn des Zweiten Weltkrieges als großer Nachteil herausstellen sollten.
Nachdem Japan und Italien die Flottenverträge von London und Washington nicht verlängert hatten und Deutschland mit dem Bau von schlagkräftigen neuen Kriegsschiffen begonnen hatte, sah die Navy sich gezwungen, mit der ten year rule zu brechen und mit der Wiederbewaffnung zu beginnen. Um diesen neuen Gefahren zu begegnen, wurde ein Programm zum Bau von neuen und zur Modernisierung von älteren Schlachtschiffen aufgelegt.
Während des Zweiten Weltkrieges sah sich die Royal Navy einer doppelten Herausforderung gegenüber: Zum einen sah sie sich in Europa der Bedrohung durch die Kriegsmarine und der italienischen Marine ausgesetzt, zum anderen im Fernen Osten, wo sie die britischen Kolonien gegen Japan verteidigen mussten. Was die Anzahl der geschlagenen und gewonnenen Schlachten anbelangt, war die Leistung der Royal Navy im Zweiten Weltkrieg weitaus besser als im vorangegangenen Krieg. Dies war zum Teil darauf zurückzuführen, dass viele Lektionen aus den zuvor gemachten Fehlern gezogen wurden. Aber vor allem war die überwältigende Überlegenheit an Schiffen und Männern, die es der Royal Navy ermöglicht hatte, zwischen 1914 und 1918 eine überwiegend passive Strategie zu verfolgen und daraus Nutzen zu ziehen, nicht mehr vorhanden. Der Krieg bedeutete für die Marine einen entscheidenden Wandel in der Seekriegsführung. Wurde die Stärke der Marine zum Beginn des Krieges noch an Schlachtschiffen gemessen, während Flugzeugträger und U-Boote lediglich als Hilfseinheiten angesehen wurden, änderte sich diese Betrachtungsweise im Laufe des Krieges. Am Ende des Krieges hatte die Royal Navy mit über 8.000 Schiffen und fast 800.000 Offizieren und Matrosen eine nie dagewesene Größe erreicht. Gleichzeitig hatte sie ihre Führungsrolle an die US-Navy abgeben müssen.

### Kalter Krieg
Zum Beginn des Kalten Krieges sah sich die Navy mit der Aufgabe konfrontiert, ihre Rolle in der Nachkriegszeit neu zu definieren. Ökonomisch und politisch war die Navy in ihrer Größe nicht zu halten. Bis 1946 wurden 840 Schiffe von der Marineliste gestrichen und die Bestellung zum Bau von 700 neuen Schiffen storniert. Wesentliche Aufgaben für die Royal Navy ergaben sich durch die Gründung der NATO 1949. Mit dem Defence White Paper von 1957 wurde die zukünftige Ausrichtung der Navy festgelegt. In dessen Folge begann die Navy mit dem Aufbau einer Flotte von Atom-U-Booten.
1964 kam es zu einer Reihe von Umstrukturierungen innerhalb der Navy. So wurde der Amtstitel First Lord of the Admiralty durch Minister of Defence for the Royal Navy ersetzt und gleichzeitig ging die Admiralität im neu geschaffenen Verteidigungsministerium auf. Anfang der 1980er-Jahre kam es durch die Ölpreiskrise zu einer schweren Rezession. Um diesem Problem zu begegnen, wurde im Defence White Paper von 1981 eine massive Kürzung des Ausgaben vorgeschlagen. Gleichzeitig wurde der Fokus der Navy von Einsätzen außerhalb Europas hinzu ihren Aufgaben in der NATO gelegt. Im folgenden Falklandkrieg 1982 machten sich diese Kürzungen schmerzhaft bemerkbar. Um diesen Mangel zu beheben, wurde neben der Rücknahme bereits beschlossener Maßnahmen auch der Bau der Duke-Klasse sowie der Austausch der U-Boote der Resolution-Klasse durch die der Vanguard-Klasse.

### 1990 bis heute
Mit dem Ende des Kalten Krieges und dem Ende der sowjetischen Bedrohung änderten sich die Ziele und der Zweck der Royal Navy erheblich. So wurde in den 1990er-Jahren etwa die Hälfte der U-Boot-Flotte aufgegeben und ein Großteil der Überwasserflotte stark reduziert. Gleichzeitig verringerte sich die Mannschaftsstärke von 69.000 auf 50.000 und die Rüstungsausgaben sanken von 4 Prozent bis auf 2,5 Prozent des Bruttoinlandsprodukts. Zum Beginn der 2010er-Jahre führte die Royal Navy zwei Landungsschiffe der Albion-Klasse und drei Docklandungsschiffe der Bay-Klasse ein, wodurch sich die Zahl der Landungsschiffe auf sieben erhöhte. Die Flugzeugträger der Invincible-Klasse wurden 2005 auf zwei Schiffe reduziert. Gleichzeitig befand sich eine Klasse von bis zu zwölf neuen Luftabwehrzerstörern des Typ 45 im Bau und das erste Exemplar des atomgetriebenen Jagd-U-Bootes der Astute-Klasse lief 2007 vom Stapel. Die Weltfinanzkrise führte von 2008 an zu einer weiteren Verkleinerung der Flotte. So wurden sämtliche Sea Harrier des Fleet Air Arm abgeschafft, die verbleibenden Flugzeugträger stillgelegt und das Bauprogramm für die Zerstörer der Daring-Klasse auf sechs halbiert. Bis zur Indienststellung der Queen Elizabeth 2017 blieb Großbritannien ohne Flugzeugträger. Mit zunehmenden außenpolitischen Anforderungen besonders hinsichtlich des Indo-pazifischen Raumes im Allgemeinen und Russland und China im Speziellen setzt sich die Forderung nach einer Vergrößerung und Modernisierung der Navy immer mehr durch.